# ティプトー (潜水艦)
ティプトー (HMS Tiptoe, P332) は、イギリス海軍の潜水艦。T級潜水艦第3グループの1隻。
艦名は「忍び足」という意味の単語「tiptoe」に由来し、イギリス海軍艦艇でこの名を持つ唯一の艦である。本艦は首相ウィンストン・チャーチルによって命名された潜水艦2隻のうちの1隻であった。「tiptoe」という単語の主意は「爪先」であり、その連想から本艦の船紋章は「爪先立ちで舞うバレリーナ」であった。この縁で、「ティプトー」はその艦歴を通じロイヤル・バレエ団やバレエダンサーのモイラ・シアラーなどバレエ関係者との交流を持つこととなった。
本艦は第二次世界大戦後には水中高速潜水艦に改造され、T級潜水艦の中で最後まで現役にあった。1969年の退役後、1975年にポーツマスで解体され、錨はノーサンバーランド州ブライスに展示されている。

## 概要
「ティプトー」（HMS Tiptoe）という艦名は時の首相ウィンストン・チャーチルによって命名され、「忍び足のように静かに敵に近づくことができる」ことを暗示する意図があった。海軍の命名委員会は「爪先」とも取れるこの名について「国王陛下の艦の1隻を汚すものだ」と述べて反対したが、チャーチルは押し切った。なお、チャーチルによって命名されたもう1隻のイギリス海軍艦はU級潜水艦「ヴァランジャン」である。
「ティプトー」はT級潜水艦第3グループのうち、1941年度計画で発注された第2バッチの1隻である。本艦を含む数隻は艦体が完全溶接構造とされたことで強度が増し、従来の姉妹艦から50フィート (15 m)深い350フィート (107 m)の最大潜航深度を持っていた。魚雷兵装は先の第2グループと同じであったが、第3グループが就役する頃になると、艦首外装式魚雷発射管に大きな問題があり艦の航行性能に悪影響を及ぼしていることが、広く認識されるようになっていた。そのため、外装式魚雷発射管は続くアンフィオン級潜水艦で廃止されている。日本との戦闘を念頭に熱帯気候での行動が予想されたため、第3グループの艦には気温上昇に対処するためのフロン圧縮機が装備されていた。 

## 艦歴
「ティプトー」は1941年12月20日にバロー＝イン＝ファーネスのヴィッカース・アームストロングへ発注され、1942年11月10日に起工されたが、この頃まだ固有艦名は付与されておらず単に「P332」（HMS P332）と呼ばれていた。1944年2月25日に「ティプトー」として進水し、1944年6月10日に造船所を出航、翌日ホーリー・ロッホに到着し、6月12日に初代艦長ピーター・ロバート・ヘルフリッチ・ハリソン少佐の指揮の下で就役した。

### 第二次世界大戦

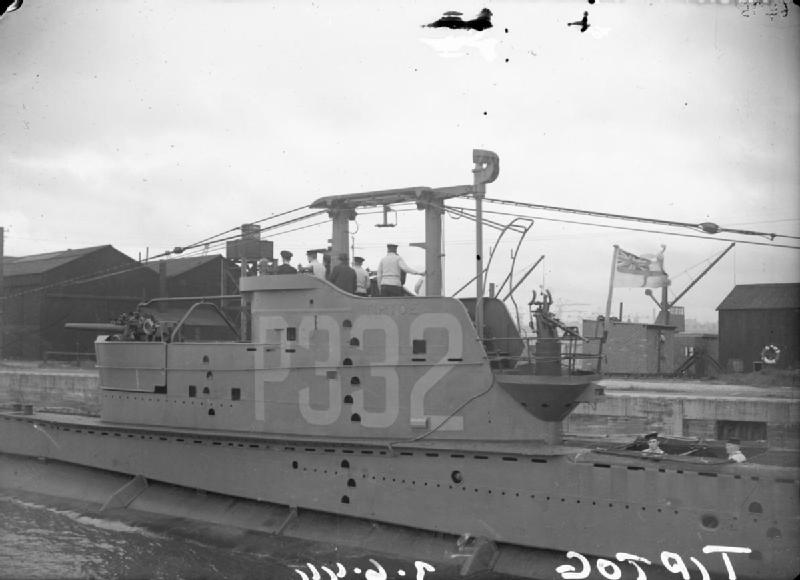
「ティプトー」の司令塔。アメリカから供与されたSJレーダーが装備されている。

9月10日に訓練を終えた後、「ティプトー」は幾つかの欠陥を修正するためバローに戻った。1944年10月5日から1月12日にかけて、 極東配備に備えるために新たなレーダーやその他の装備を追加した。英国から極東に向かった「ティプトー」は、ジブラルタル、マルタ、エジプトのポートサイド及びイスマイリア、イエメンのアデンを経由し、1945年3月1日にセイロン島のトリンコマリーに到着し、最初の哨戒に就いた。
最初の哨戒はビルマ西岸とアンダマン諸島を中心とし、その後オーストラリアのフリーマントルに向かったが、何も起こらず順調に終わった。5月6日に2回目の哨戒のためオーストラリアを出航し、フローレス海での哨戒任務に就く。5月15日、スンバワ島のドンポ湾付近で砲撃により日本の100トン級沿岸貨物船を沈めた。翌日には、セペ港で別の200トン級沿岸貨物船を撃沈した。6月1日、ラウト・ケシル諸島マタシリ島近海で輸送船「鳶丸」（拿捕船：元オランダ船「Tobelo」、983総トン）に接近し、舷側と艦尾の外装式魚雷発射管から魚雷3本を発射、うち1本を命中させて撃沈した。その時「鳶丸」は護衛艦と合流しようとしており、「ティプトー」は護衛艦からの反撃を受けた。護衛艦は13発の爆雷を投下し、損傷を受けた「ティプトー」は魚雷発射管が全て使用不能になり、ASDICなどに浸水被害が生じた。6月17日にフリーマントルへ帰還した「ティプトー」は7月16日まで修理を受けた後、姉妹艦「トランプ」と共にスンダ海峡へ3回目の哨戒に出撃した。
7月31日、「ティプトー」はスンダ海峡で2隻の海上トラックを攻撃したが、航空機が発見されたため攻撃を中断せざるを得なかった。8月2日、「ティプトー」と「トランプ」は400トン級と200トン級の海上トラック2隻を発見し砲撃で破壊した。8月3日、2隻は「第百九号哨戒艇」に護衛された商船2隻、救難船1隻からなる船団を捕捉した。このうち、「ティプトー」は陸軍徴傭船「天長丸」（辰馬汽船、2,608総トン）に対して魚雷4本を発射し撃沈した。「ティプトー」の哨戒における最後の行動は8月9日で、「トランプ」と共にスンダ海峡北部で800トン級沿岸タンカーを破壊した。1945年8月21日にフリーマントルに帰還した。

### 戦後
1947年、国王ジョージ6世による本国艦隊視察の際、「ティプトー」は潜水と浮上、甲板砲の発射を実演している。同年11月、「ティプトー」は7隻の潜水艦群の一員となり、駆逐艦「オポチューン」と共に2週間にわたって対潜戦訓練に参加した。
第二次世界大戦後、全溶接構造T級潜水艦の一部が水中高速潜水艦に改装されたが、「ティプトー」もその1隻に含まれた。追加の蓄電池が制御室の下に設置され、追加の電動機は、耐圧船殻を切断して再度接合する大工事によって制御室後部に追加された新たな20 ft (6 m)の区画に収められた。ディーゼルエンジンも改造され、スーパーチャージャーが追加されたことで出力が300 bhp (224 kW)に増加した。甲板砲と外装式魚雷発射管が撤去され、艦首の形状が変更された。
「ティプトー」は、ロイ・ウォード・ベイカー監督の1950年の海軍映画「暁の出航」の撮影に使用された。撮影中、潜水母艦「メイドストーン」が「ティプトー」の母艦として使用されている。1952年にはバレエダンサーのモイラ・シアラーが、1948年の映画「赤い靴」で着用したサイズ3.5のサテンのバレエシューズを「ティプトー」に贈ったことで、さらなる映画との関係が作られることになった。これらは現在、王立海軍潜水艦博物館に収蔵されている。
1955年7月18日、トロムソ港に停泊中だった「ティプトー」は2,162総トンの沿岸汽船「ノルドリス」と衝突事故を起こし損傷した。「ノルドリス」は、港に入港中にイギリス海軍駆逐艦「シェヴロン」と衝突し、跳ね返されて「ティプトー」との衝突に至った。衝突により係留索が引き千切られ、「ティプトー」は木造埠頭の半ばまで押し込まれた。
1962年、「ティプトー」はマルタ沖で深深度の潜水艦から脱出する一連の試験に参加した。試験は、最大233フィート (71 m)に潜航した「ティプトー」から最大6.6 ft/s (2 m/s)の上昇率で脱出する条件にて実施された。試験には、海面に浮上する際に空気を供給する潜水艦脱出スーツの使用が含まれていた。一連の脱出試験における功績により、クリストファー・クロスマン上等兵曹が表彰を受け、L・ハムリン少佐がOBEを授与されている。
ポーツマスでの修繕後、「ティプトー」はクライド湾に向かい1964年1月10日に到着したが、濃霧のためゲア・ロッホに入港しないよう命じられた。「ティプトー」は適切に向きを変えたが、そこで泥だらけの土手に座礁してしまった。霧が晴れると、「ティプトー」はイギリス海軍のクライド海域監督官G・D・パウンド大佐の家から僅か40ヤード (37 m)向かいに座礁していたことがわかった。潜水士が被害状況を確認するために派遣されたが、異常は何も見つからなかったため「ティプトー」は夕方の満潮で離礁し、2隻の曳船によって岸から引き離された。当時の艦長はデイヴィッド・ブレイジャー少佐であり、彼にとって最初の艦長職であった。ブレイジャーは後に軍法会議で過失を理由に厳しく懲戒され、そこで有罪を認めた。彼の弁護側の陳述書には、「艦は十分に訓練されておらず、乗員は非常に未熟な状態であった。不運なことに、彼は霧に遭遇した。彼は必要と思われるあらゆる予防策を講じた。彼は全ての理論的知識を持っていたものの、我々誰もが知っている、その具体的本能に欠けていたのだ。」と記述されている。
1965年7月13日には、ポートランド岬南東10マイル (16 km)において潜望鏡深度で潜航中、フリゲート「ヤーマス」と衝突事故を起こして損傷している。事故後、艦長のチャールズ・ヘンリー・ポープ少佐は5件の過失のうち4件の過失で有罪となり、厳しい懲戒処分を下された。
1967年2月24日、「ティプトー」が最後の任務に出発した際、ロイヤル・バレエ団から6名のバレエダンサーが出発式に臨席した。当時、「ティプトー」はイギリス海軍で最古の現役潜水艦となっていた。同年後半にはポーツマス海軍記念日に出席している。
1969年の退役時には、「ティプトー」はイギリス海軍で最後の現役T級潜水艦となっていた。1969年8月29日に退役のためにスピットヘッドに到着した際、ジュディ・ライトという13歳のバレエダンサーが上甲板で舞を披露した。退役した「ティプトー」の艦体は1971年に売却され、1975年にポーツマスで解体された。本艦の錨は回収され、1979年にノーサンバーランド州ブライスで礎石に据え付けられた。ブライスの街は、第一次及び第二次両方の世界大戦中に潜水艦の訓練基地として使用されていた。港での停泊時や儀式で使用されていた「ティプトー」のオーク材製ネームプレートは、1944年から1945年にかけて「ティプトー」の主任通信士を務めたジョン・ストームによって回収され、現在は彼の長女が所有している。

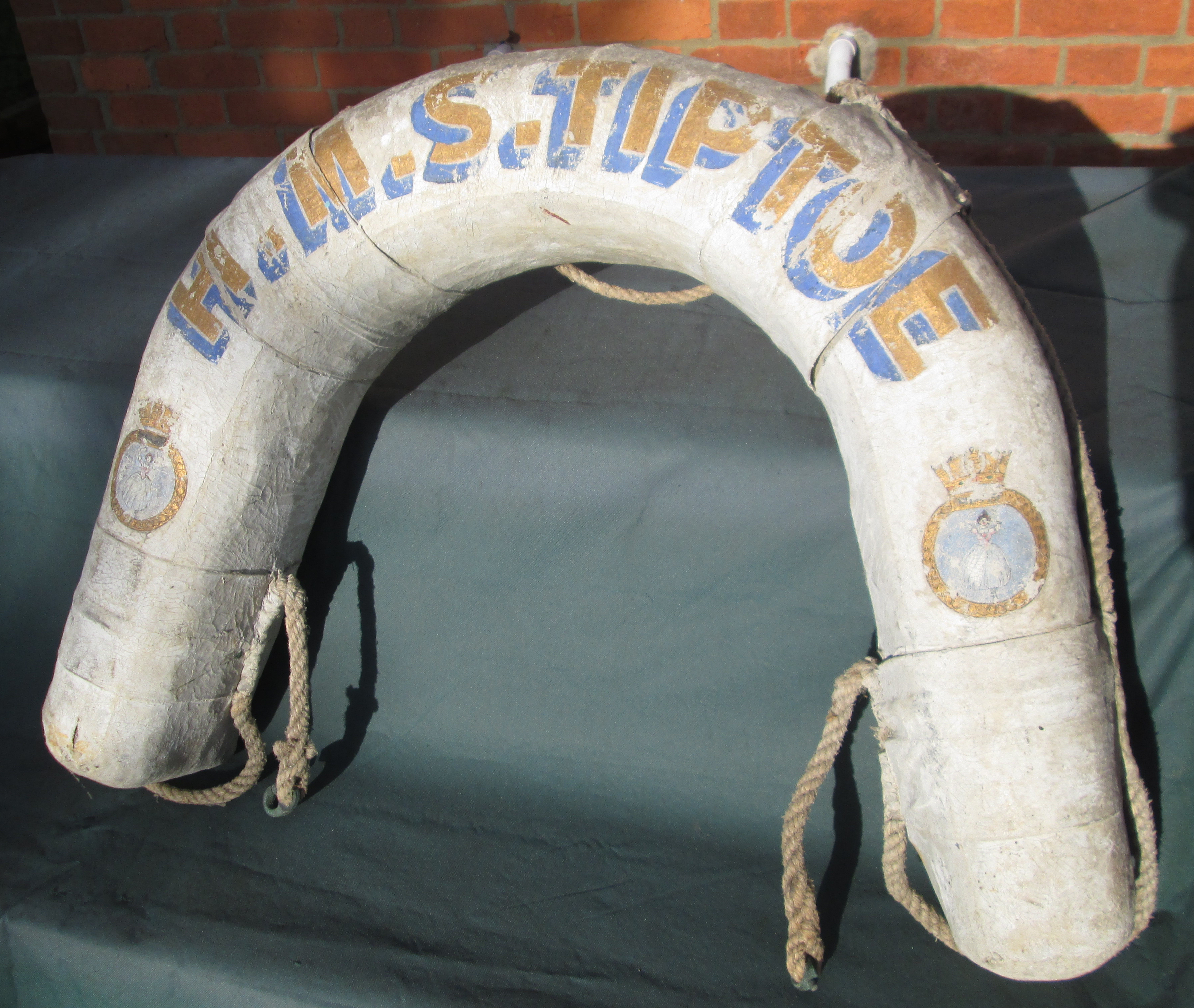
保存されている「ティプトー」の救命ブイ。

1950年代初頭、ワイト島のニュータウンビーチに「ティプトー」の救命ブイが打ち上げられているのが発見された。このブイは2019年にイギリス海軍潜水艦博物館に寄贈された。

## 栄典
「ティプトー」は第二次世界大戦の戦功で1個の戦闘名誉章(Battle honour)を受章した。
- 「MALAYA 1945」